# Aaron Smith Daggett
Aaron Smith Daggett, né le 14 juin 1837 à Greene (Maine) et décédé le 14 mai 1938 à West Roxbury (Massachusetts), est, à sa mort, le dernier général survivant de la guerre de Sécession. Il est inhumé au Old Valley Cemetery du comté d'Androscoggin, dans le Maine. Il se marie le 14 juin 1865 avec Rose Bradford.

## Carrière militaire
En 1861, il s'enrôle dans le 5e régiment de volontaires du Maine et participe à la première bataille de Bull Run et devient capitaine en août 1861. Il se bat sur les champs de bataille de Gaines's Mill, de la seconde bataille de Bull Run, d'Antietam, de Fredericksburg, de Gettysburg, de la Wilderness, de Spotsylvania, de Cold Harbour et de Petersburg. Son régiment fait 500 prisonniers lors de la bataille de Rappahannock Station.
Il est sérieusement blessé par 2 fois : à Spotsylvania, d'une balle et à Cold Harbour, d'un coup de sabre à la tête. À la fin de la guerre civile, il participe aux guerres indiennes, à la guerre hispano-américaine, se bat en Chine et aux Philippines. Il est décoré de la Purple Heart et de la Gold Star. Il prend sa retraite en 1900 avec le grade de général de brigade dans l'armée régulière.

## Sources
Article tiré du Portland Maine Press Herald du 14 août 1938.